# 福州民族中学
福州民族中学，简称民族中学，创办于1992年，是一所位于中华人民共和国福建省福州市罗源县的中学，提供初高中教育，为福建省二级达标高中、主要招收畲族等少数民族学生。